# Inscriptions de Bryggen

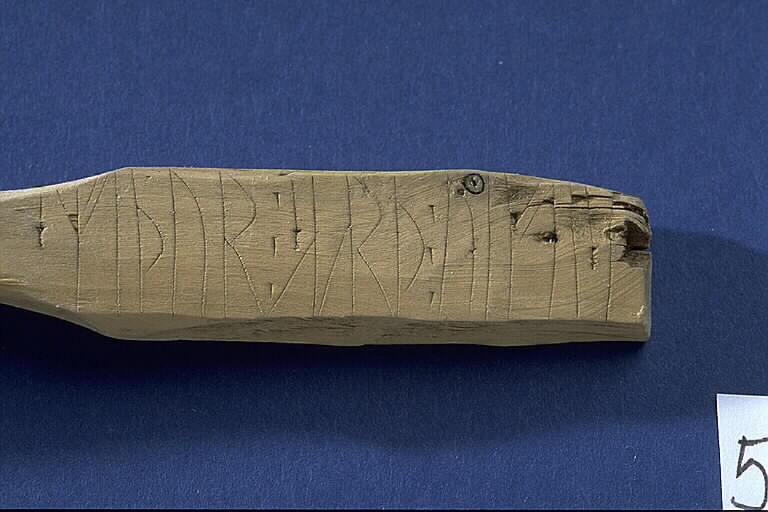
Sculpture runique sur bois.

Les inscriptions de Bryggen sont un ensemble de quelque 670 inscriptions runiques médiévales sur os et sur bois (principalement du pin) découvert dès 1955, avec le début des fouilles archéologiques, dans le quartier de Bryggen (et dans ses environs) situé dans la ville de Bergen en Norvège.  Cette trouvaille a été considérée comme une des plus importantes en ce qui concerne les runes au XXe siècle. Effectivement, avant la découverte de ces inscriptions, subsistait encore le doute de savoir si les runes étaient utilisées pour autre chose que pour écrire des noms et des phrases solennelles, alors que ce nouveau corpus montre qu'elles étaient utilisées quotidiennement, non seulement dans la région de Bryggen, mais sûrement aussi dans le reste de la Scandinavie. Un autre aspect important de cette découverte réside dans le fait que bon nombre de ces inscriptions datent au moins du XIVe siècle : jusqu'alors on pensait que l’utilisation des runes avait disparu longtemps avant le XIVe siècle. D'ailleurs, depuis cette trouvaille beaucoup d'autres écritures runiques de ce type ont été trouvées en Norvège.  
Les inscriptions trouvées à Bergen sont identifiées par une série commençant par un « B » suivi de trois chiffres. Nombre d'entre elles adoptent la formule « Eysteinn á mik » (« Eysteinn m'appartient », B001 ») et étaient souvent utilisées pour marquer la possession – comme nos titres de propriété actuels. Beaucoup d'autres contenaient aussi de courts messages de différents types, comme « Ást min, kyss mik »(« ma chérie, embrasse-moi », B017) ou des déclarations plus longues dans le genre des lettres d'affaire ou de commandes. Dans le même temps, certaines comportaient des inscriptions religieuses, souvent en latin tels que « Rex Judæorum In nomine Patris Nazarenus »(B005) et pouvaient avoir été conçues comme des amulettes.
Ces inscriptions sont actuellement conservées au Bryggens Museum à Bergen, mais seul un petit nombre d'entre elles sont exposées.